# نیک راجرز (ملوان)
نیک راجرز (انگلیسی: Nick Rogers؛ زادهٔ ۴ اکتبر ۱۹۷۷) قایقران قایق بادبانی اهل بریتانیا است.